# Ignite (groupe)
Ignite est un groupe de hardcore mélodique américain, originaire du Comté d'Orange, en Californie. Formé en 1993, le groupe se compose actuellement de Brett Rasmussen (basse), Zoli Téglás (chant), Craig Anderson (batterie), Kevin Kilkenny (guitare), et Brian Balchack (guitare).

## Biographie
Ignite est formé en 1993 en Californie. L'année suivante, le chanteur d'origine hongroise Zoltán Téglás rejoint le groupe. Un premier album, sorti d'abord sous le nom de Family puis de Call on My Brothers, sort en 1995. L'album suivant, A Place Called Home, sort en 2000. En août 2002, le batteur Craig Anderson quitte le groupe. À la fin 2003, Ignite participe à l'édition du Eastpak Resistance Tour dont les têtes d'affiche sont Agnostic Front et Madball.
Ignite sort un troisième album intitulé Our Darkest Days en 2006. À la fin 2007, Ignite participe en Europe au festival itinérant Persistence Tour, dont les têtes d'affiche sont Hatebreed et Agnostic Front. Au printemps 2008, le groupe revient sur le vieux continent avec Terror, Death Before Dishonor, Strung Out, et Burnthe8track. En 2009, Zoli Téglás remplace le chanteur de Pennywise lors de leur prestation au Smokeout Festival. À la fin 2009, Ignite assure avec Biohazard la tête d'affiche du Persistence Tour.
Le 16 février 2010, Téglás est annoncé comme remplaçant permanent de Lindberg au sein de Pennywise. Il enregistre avec eux l'album All or Nothing publié en 2012. Ignite tourne de nouveau en Europe au printemps 2014 lors du Rebellion Tour 2014 avec, entre autres, Madball et Biohazard. En 2014, Machine Head sort à l'occasion du Record Store Day un single sur lequel figure une reprise de la chanson Bleeding, présente sur l'album Our Darkest Days. Lors de leur concert au Summer Breeze Open Air quelques mois plus tard, ils interprètent ce morceau avec Zoli Téglás.
Dix ans après Our Darkest Days, Ignite sort un nouvel album intitulé A War Against You en janvier 2016. L'album est annoncé à la fin de 2015.

## Membres

### Membres actuels
- Brett Rasmussen - basse (depuis 1993)
- Zoli Téglás - chant (depuis 1994)
- Craig Anderson - batterie (1997-2002, depuis ?)
- Kevin Kilkenny - guitare (1998-2000, depuis 2005)
- Brian Balchack - guitare (2000-2003, depuis 2006)

### Anciens membres
- Joe Nelson - chant (1993)
- Gavin Oglesby - guitare (1993-1994)
- Randy Johnson - chant (1994-1994)
- Casey Jones - batterie (1993-1997)
- Joe Foster - guitare (1993-1998)
- Nik Hill - guitare (2000, 2003, 2005-2015)

## Discographie

### Albums studio
- 1995 : Call on My Brothers (aussi sorti sous le nom de Family)
- 2000 : A Place Called Home
- 2006 : Our Darkest Days
- 2016 : A War Against You